# Decaisnea
Декенея (Decaisnea) — рід квіткових рослин лардізабалові.

## Класифікація
У роді є лише два види Decaisnea insignis (Griffith) Hook.f. & Thomson та Decaisnea fargesii Franchet., що відрізняються кольором фруктів — жовто-зелений та блакитний відповідно. Деякі автори об'єднують їх в один вид Decaisnea insignis.

## Назва
В англійській мові рослину називають «пальці мертвої людини» (англ. dead man's fingers), «блакитними бобами» (англ. blue bean plant) та «блакитною сосискою» (англ. blue sausage fruit).

## Будова
Кущ чи невелике дерево (5-8 м) з стовбуром до 20 см в діаметрі. Листя перисте 60-90 см довжини з 25 листочками. Квітки зібрані у звисаючі волоті 25-50 см довжини. Кожна квітка 3-6 см з зелено-жовтими чашолистиками і без пелюсток. Плід м'який стручок до 10 см довжини та 3 см завширшки, що складається з желеподібної м'якоті з близько 40 плоских насінин. Ймовірними розповсюджувачами насіння рослини є мавпи Rhinopithecus, Cercopithecidae.

## Поширення та середовище існування
Зростає у Східній Азії від Китаю на захід до Непалу та на південь до М'янми.

## Практичне використання
Плоди їстівні. Смак описують як солодкий, схожий на кавун.
Вирощують як декоративну рослину через інтенсивний блакитний колір плодів.

## Галерея

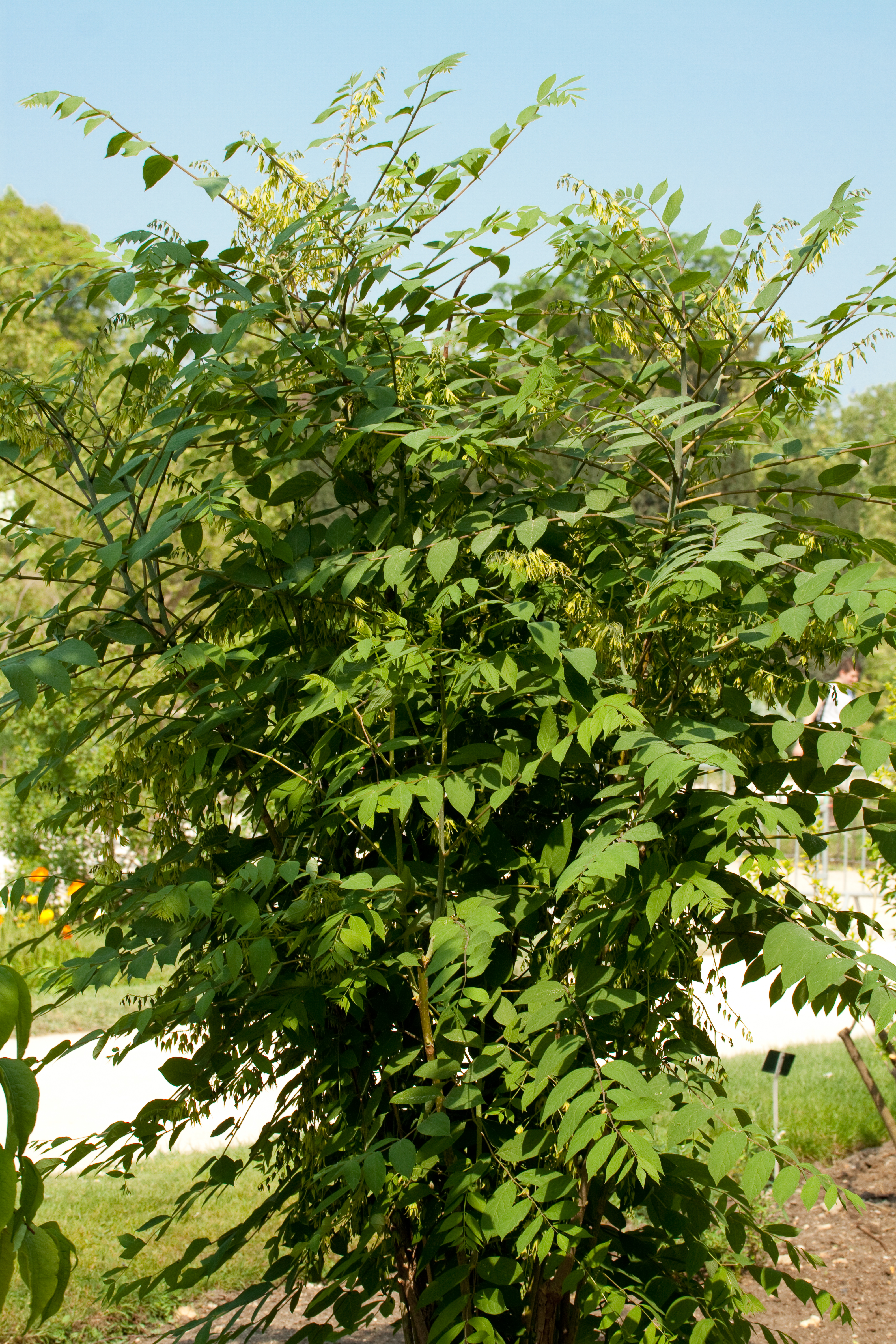
Зовнішній вигляд рослини
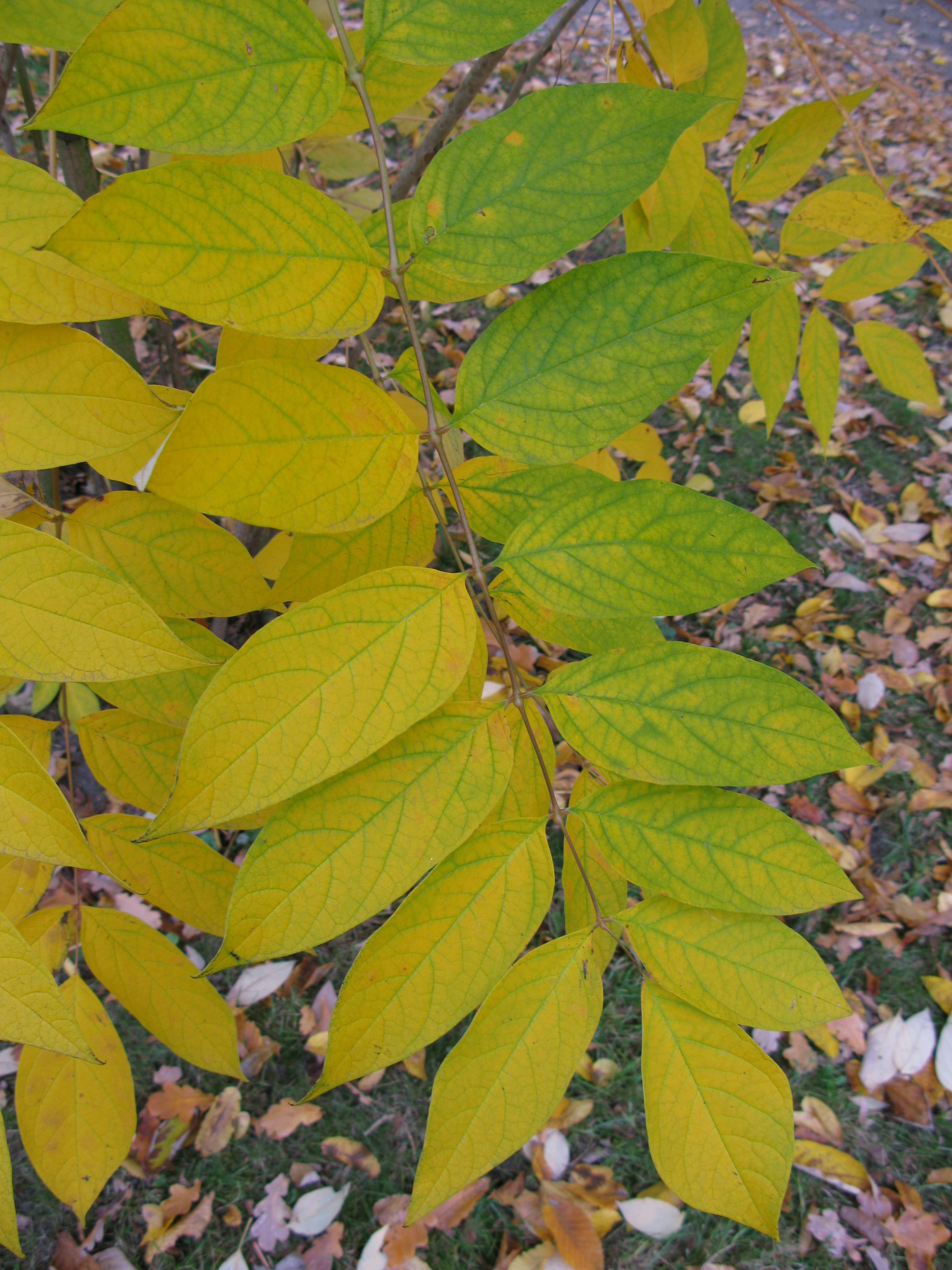
Листя
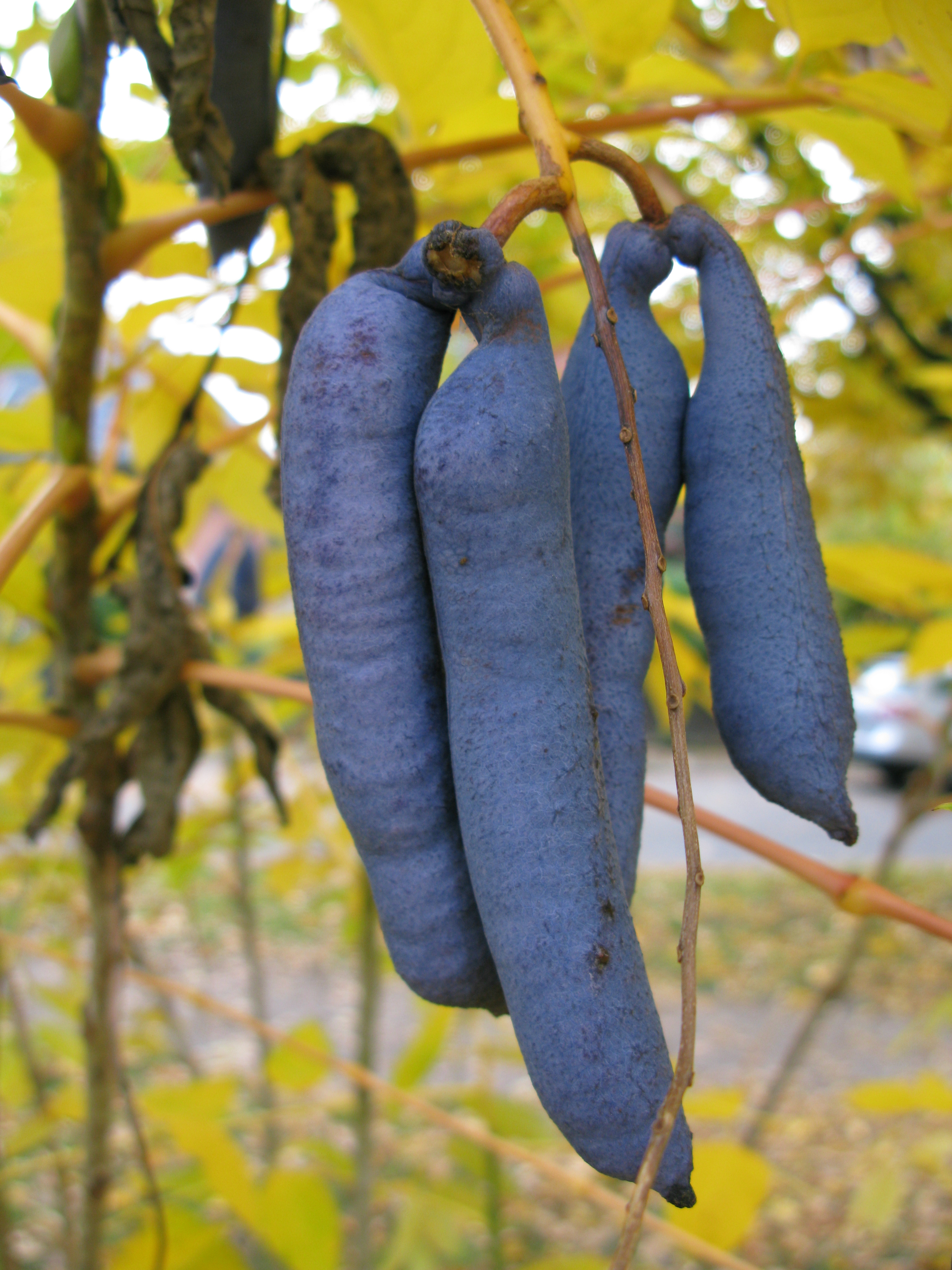
Плоди
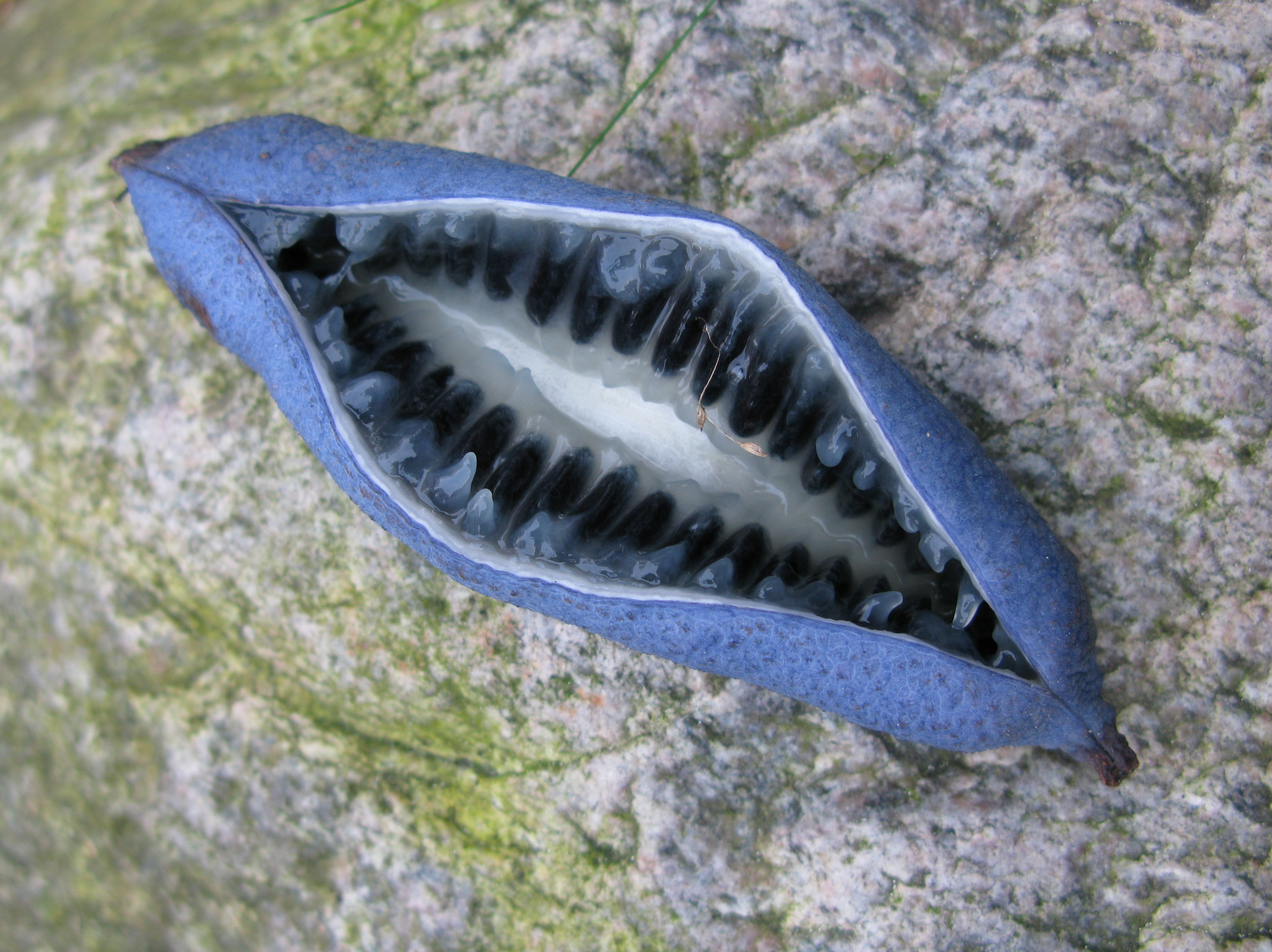
Відкритий стручок